# Condado de Tyler (Virginia Occidental)
El condado de Tyler (en inglés: Tyler County), fundado en 1814, es uno de los 55 condados del estado estadounidense de Virginia Occidental. En el año 2000 tenía una población de 9.592 habitantes con una densidad poblacional de 14 personas por km². La sede del condado es Middlebourne.

## Geografía
Según la Oficina del Censo, el condado tiene un área total de 676 km² (261 mi²), de la cual 668 km² (257,9 mi²) es tierra y 8 km² (3,1 mi²) (1.20%) es agua.

### Condados adyacentes
- Condado de Wetzel - noreste
- Condado de Doddridge - sureste
- Condado de Ritchie - suroeste
- Condado de Pleasants - oeste
- Condado de Washington - oeste
- Condado de Monroe - noroeste

### Carreteras
- Ruta de Virginia Occidental 2
- Ruta de Virginia Occidental 18
- Ruta de Virginia Occidental 23
- Ruta de Virginia Occidental 74

## Demografía
En el 2000 la renta per cápita promedia del condado era de $29,290, y el ingreso promedio para una familia era de $35,320. En 2000 los hombres tenían un ingreso per cápita de $34,250 versus $18,140 para las mujeres. El ingreso per cápita para el condado era de $15,216. Alrededor del 16.60% de la población estaba bajo el umbral de pobreza nacional.

## Ciudades y pueblos
- Akron
- Friendly
- Middlebourne
- Paden City
- Shiloh
- Sistersville
- Wick